# 黃文琚
黃文琚（越南语：／，1860年—？年），越南阮朝官員。

## 生平
黃文琚是乂安省興元府宜祿縣上舍總萬祿社（今屬乂安省宜祿縣宜新社福壽村）人，嗣德十三年（1860年）出生。成泰十五年（1903年），黃文琚參加乂安場鄉試，考中舉人。次年（1904年），庭試考中副榜。後任乂安督學。